# Christoph Silberysen

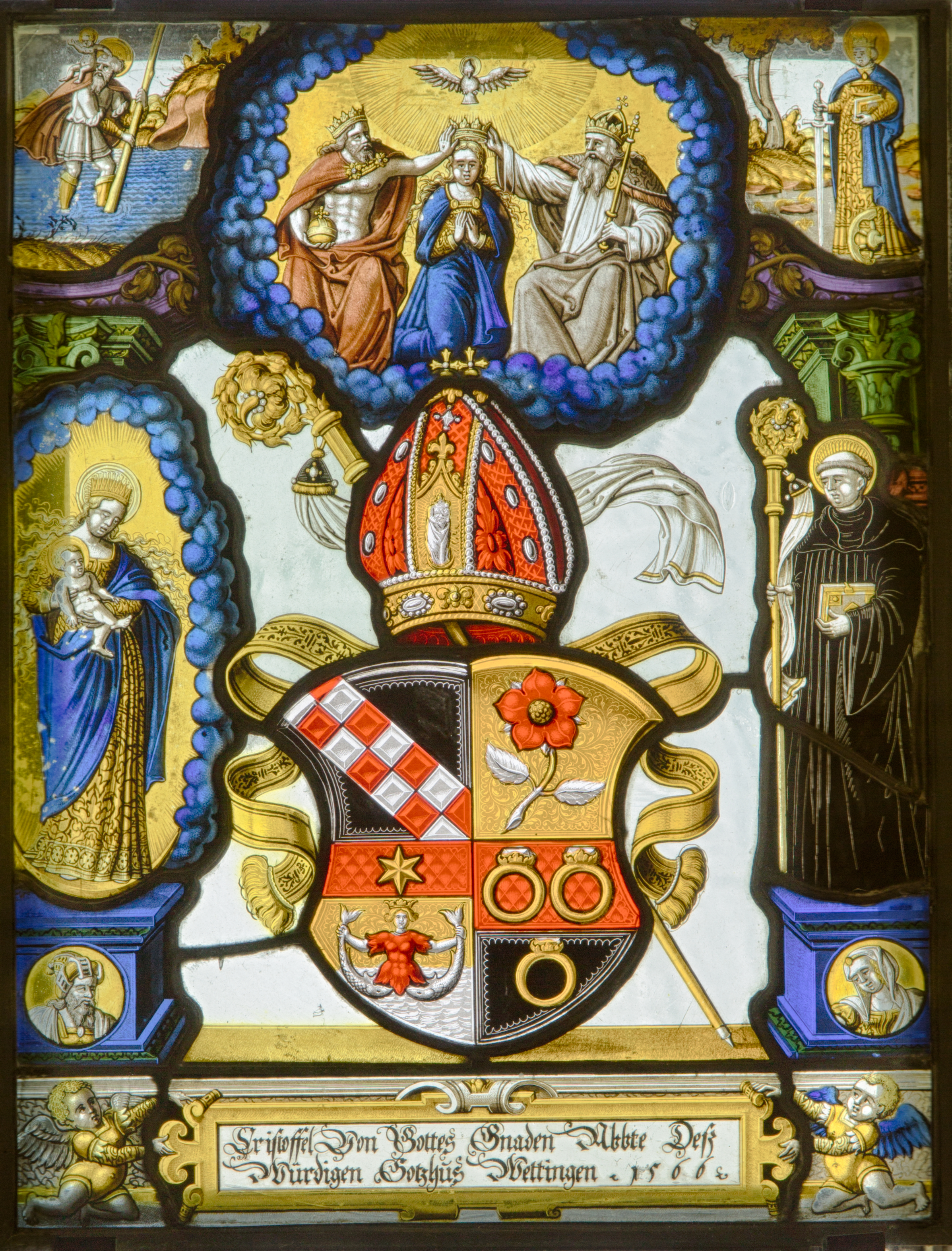
Wappenscheibe des Christoph Silberysen im Kreuzgang des Klosters Wettingen (1566)

Christoph Silberysen (auch: Silbereisen, Silberisen; * 1541 in Baden AG; † 1608 in Wettingen) war von 1563 bis 1594 Abt des Zisterzienserklosters Wettingen und Buchautor. 

## Leben
Informationen über Christoph Silberysen sind spärlich. Unter seiner Führung entstanden im Kloster reich illustrierte Chroniken; die Abtei erhielt Standesscheiben, Glasgemälde und weitere repräsentative Ausstattungsgegenstände. 1576 vollendete Silberysen seine unter anderem von Jacob Hoffmann illustrierte Schweizer Chronik. Der Text des ersten Bandes ist eine Kopie der Chronik von Heinrich Brennwald, die Bände zwei und drei sind Kopien der Chronik von Werner Schodoler. Silberysens Chronik gehört in der Reihe der Schweizer Chroniken zu den jüngeren und wird in der Aargauer Kantonsbibliothek in Aarau aufbewahrt. Eine zeitgenössische Kopie des ersten Bandes befindet sich in der Universitätsbibliothek Heidelberg.
Silberysens dreibändige Schweizerchronik wurde digitalisiert und ist im Internet zugänglich.
In der Sammlung des Bernischen Historischen Museums befindet sich ein Eulen- oder Kauzpokal aus der zweiten Hälfte des 17. Jahrhunderts mit dem Wappen Silberysen, der möglicherweise aus dem Besitz Christoph Silberysens stammt.

## Bilder

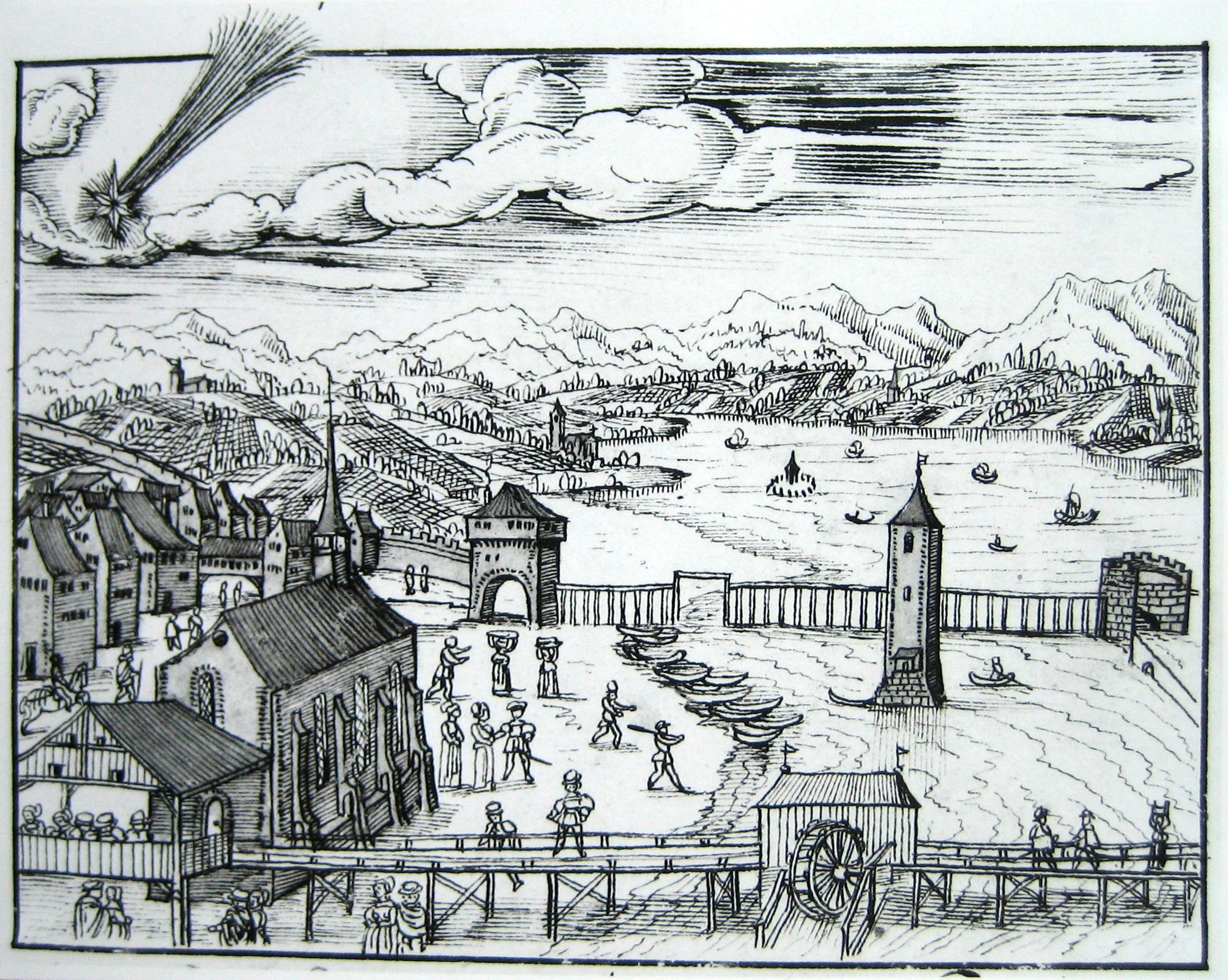
Zürich mit Wellenberg und Grendeltor bei niedrigem Wasserstand
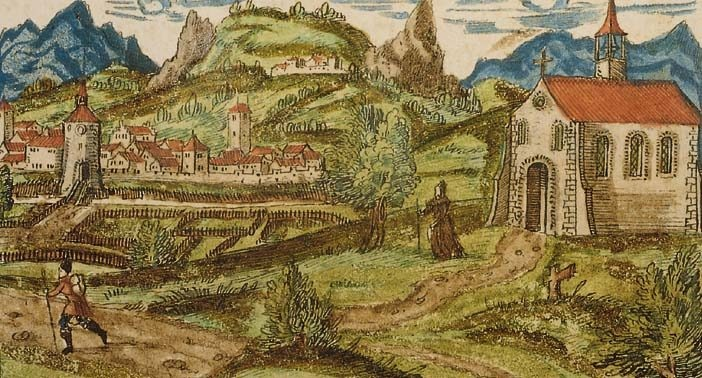
Das Kloster Königsfelden. Im Hintergrund die Stadt Brugg.
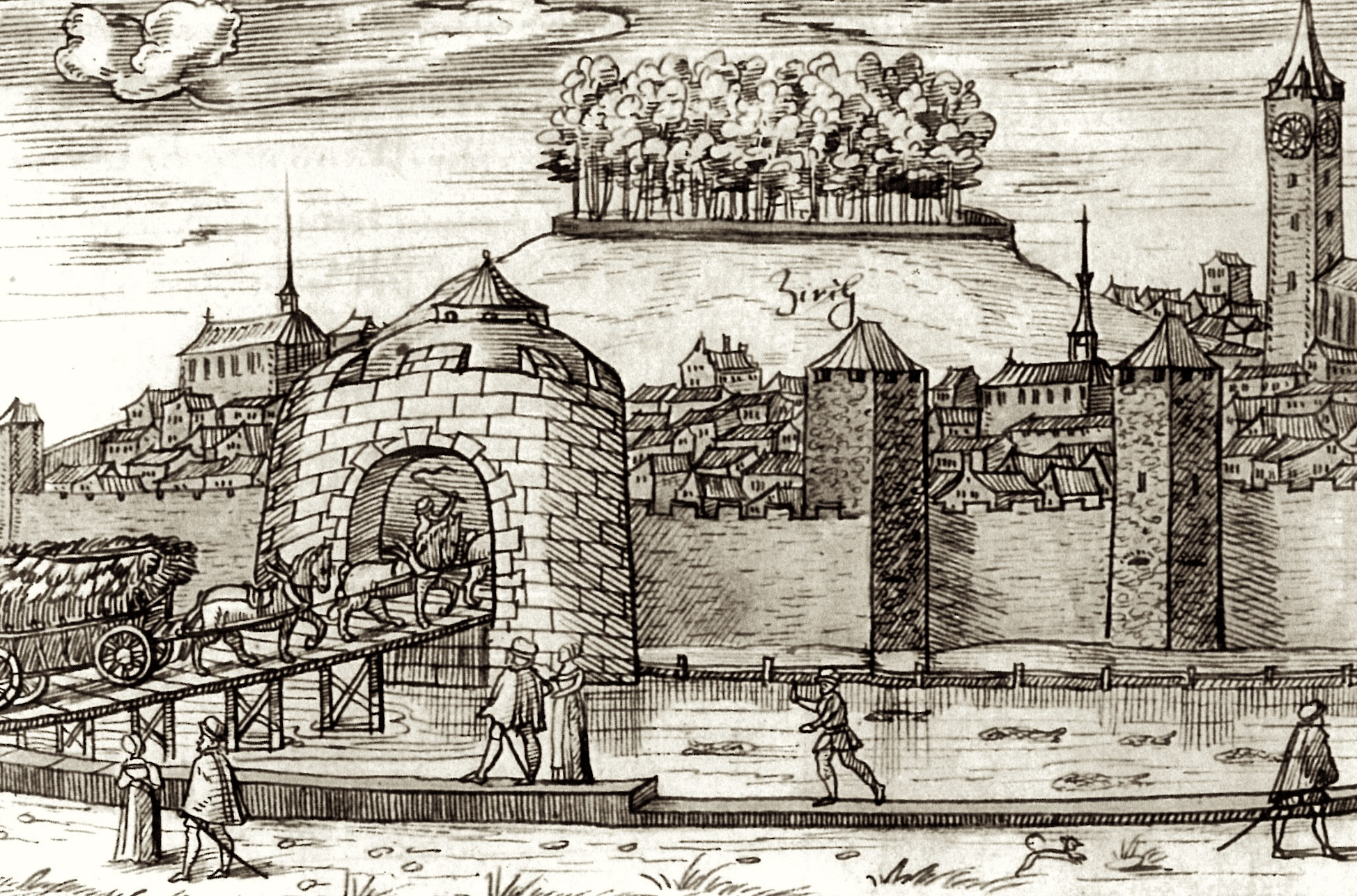
Rennwegtor
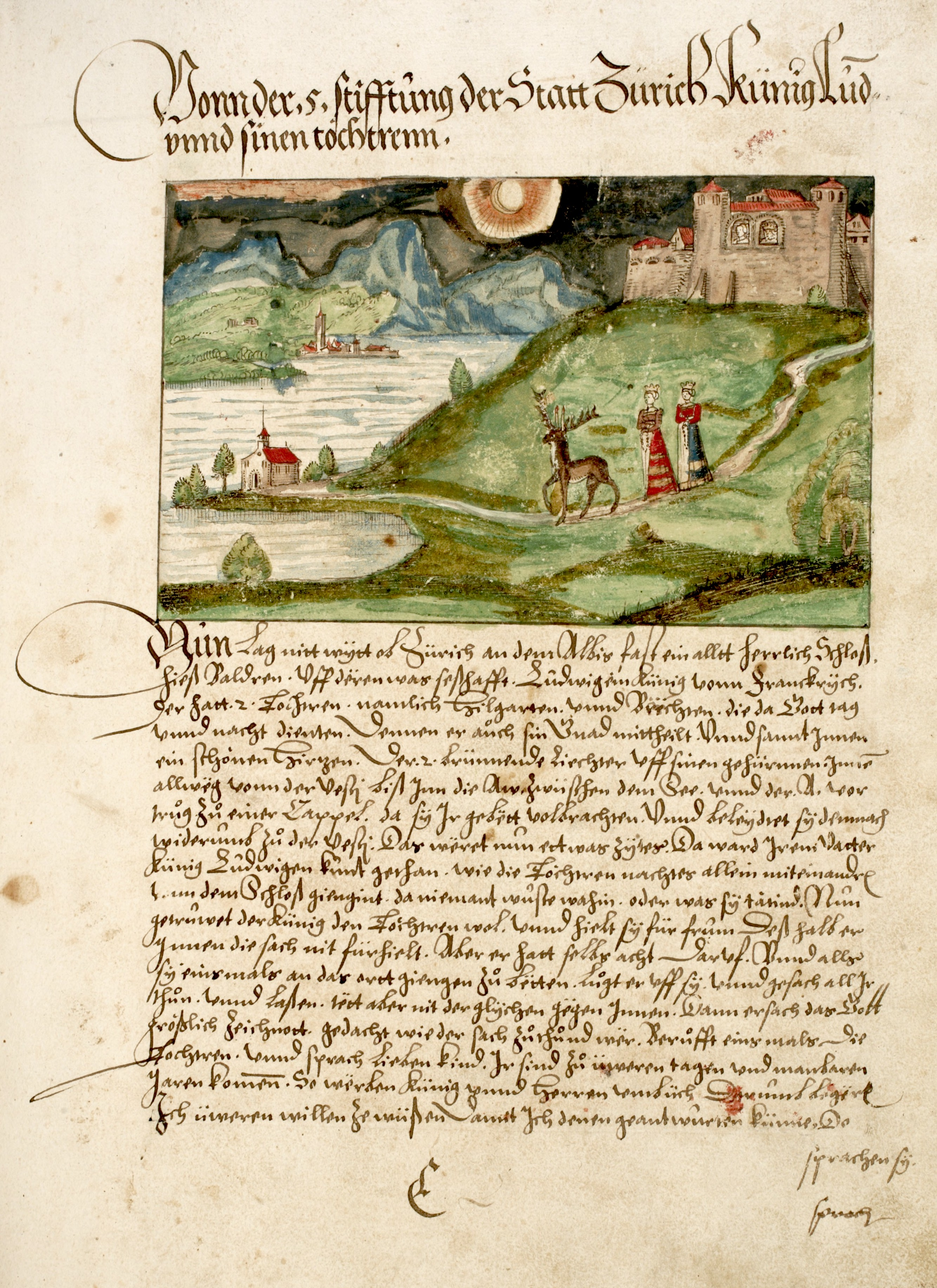
Darstellung und Text der Gründungslegende des Fraumünsters